# Перестійний ліс

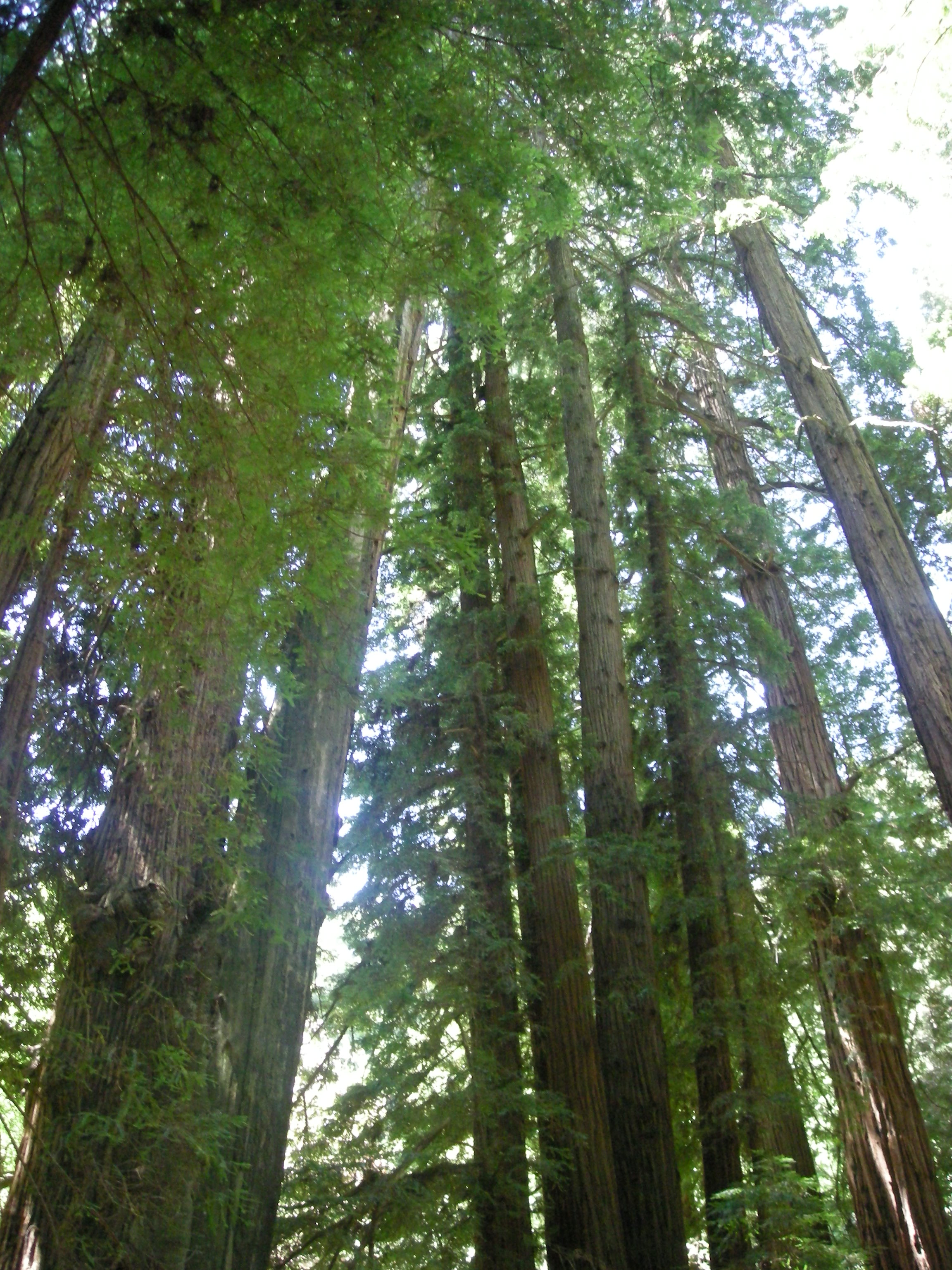
Перестійний секвоєвий ліс (Каліфорнія, США).

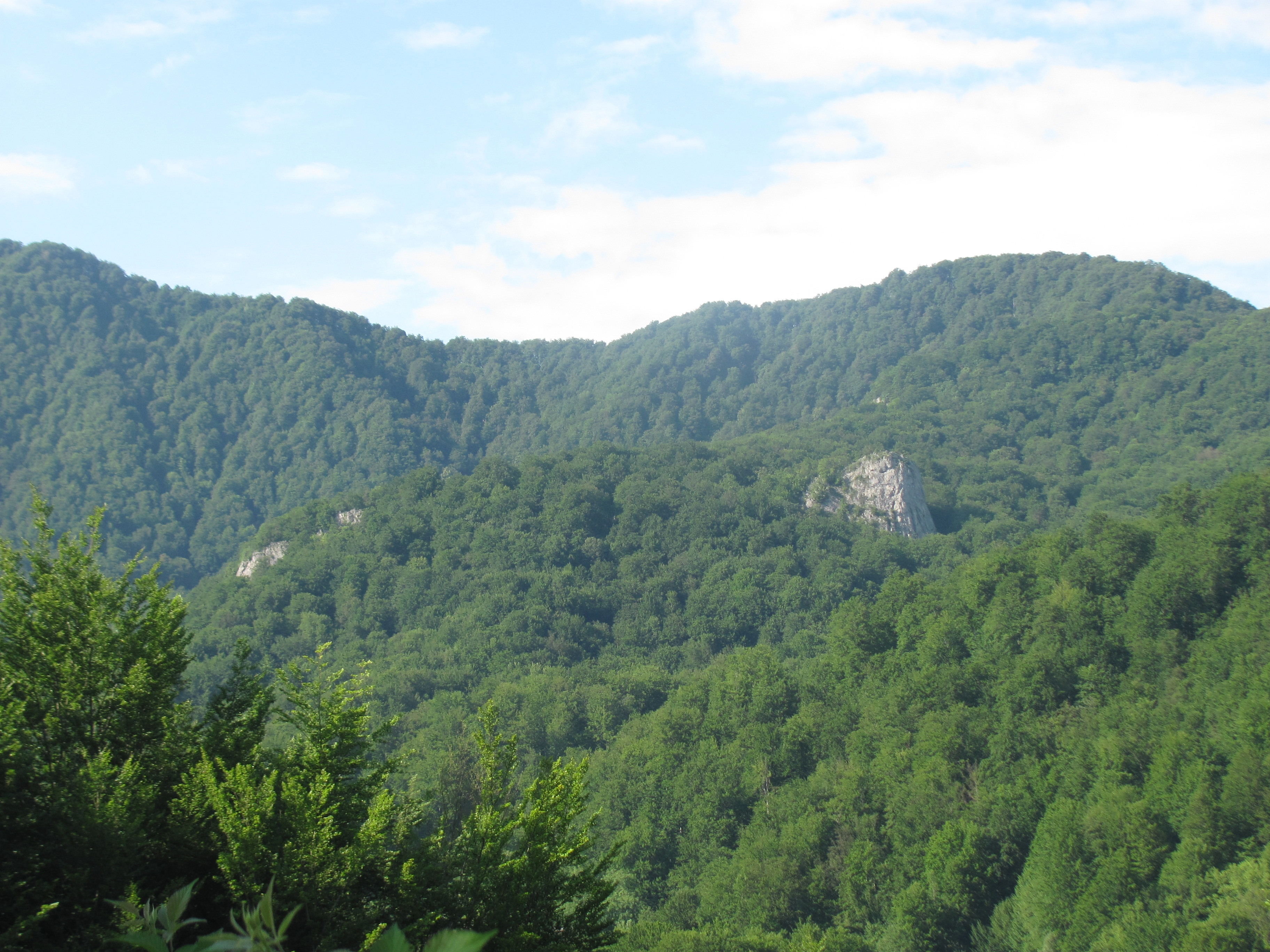
Частина букового пралісу (Угольсько-Широколужанський заповідний масив, Закарпатська область, Україна).

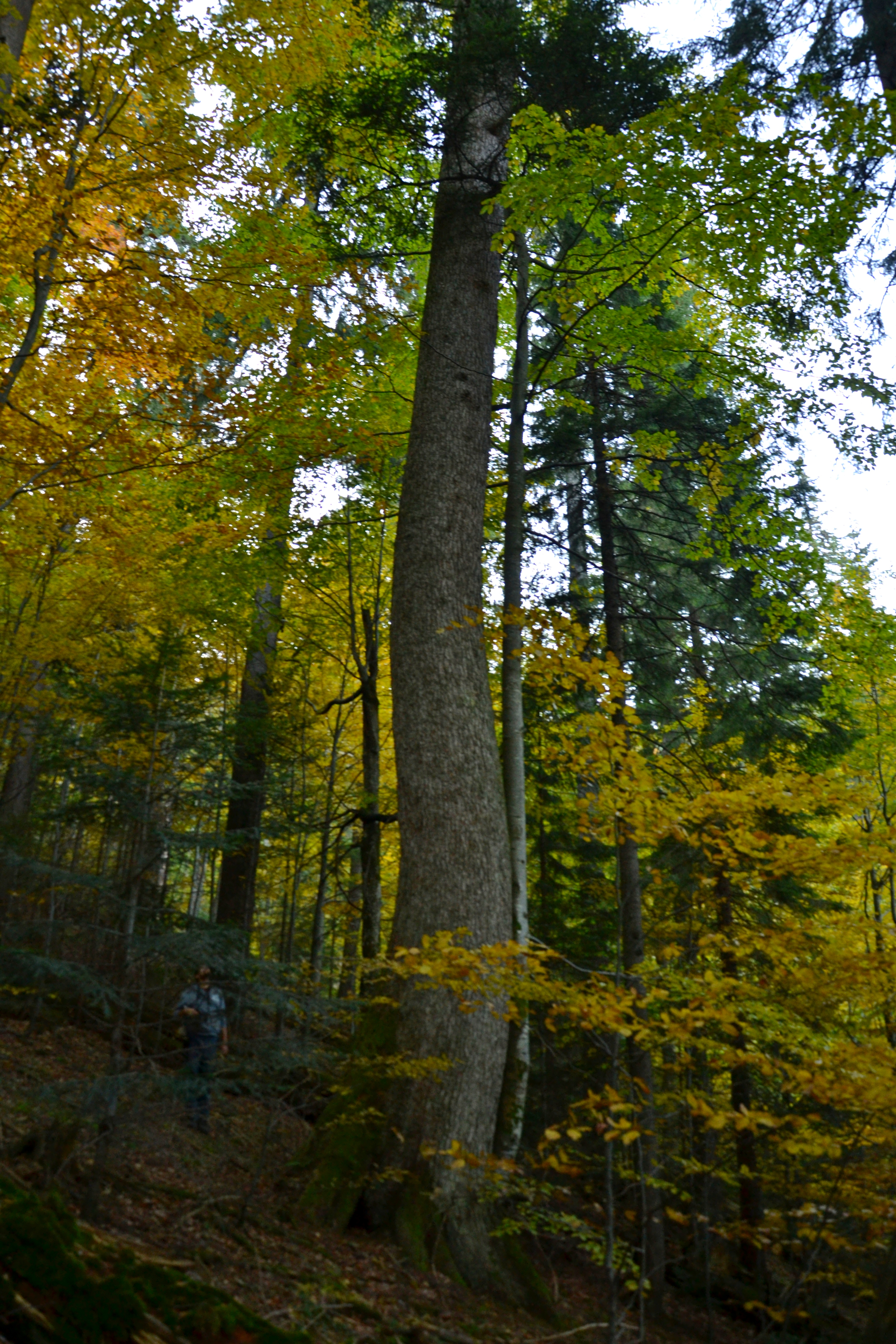
Праліс на схилі хребта Аршиця (Українські Карпати)

Пересті́йний ліс (інші назви — пра́ліс, одві́чний ліс, перви́нний ліс, пересті́й) — ділянка лісу, що має значний вік із часу виникнення та яку характеризують кілька унікальних біологічних рис. Перестійні ліси зазвичай містять великі дерева, великі мертві дерева та їхні залишки. Такі ліси часто містять багато рівнів рослинності, що являють собою різні види дерев і дерева різного віку.
Інші визначення:
- Праліс (первинний ліс) — такий ліс, який не зазнав жодних змін під впливом людини («Всесвітній Фонд Природи і Міжнародний Союз Охорони Природи»).
- Праліс — лісовий масив, який ніколи не зазнавав людського втручання і у своїй структурі і динаміці демонструє природний розвиток. Його ґрунт, клімат, флора, фауна і життєві процеси не були ні зруйновані, ні змінені через лісокористування, випас худоби або інший прямий чи непрямий вплив людини («Звіт конференції міністрів лісового господарства Європи»).

Ліс, відновлений після знищення, такого як вирубування або лісова пожежа, часто називається вторинним лісом, такому лісу займає досить тривалий час відновитися від слідів знищення. Залежно від типу лісу, це може зайняти від століття до тисячоліття: наприклад, широколистяним лісам східних США займає біля двох поколінь дерев або 150—500 років, щоб набути характеристик перестійного лісу.
Перестійні ліси часто є домом для рідких видів, що залежать від цього, рідкісного типу екосистеми, що робить ці ліси важливими для збереження біорізноманіття. Загалом біорізноманіття може бути, як більшим, так і меншим у перестійних лісах порівняно із вторинними. Заготівля деревини та вирубка перестійних лісів для звільнення території ведуться по всьому світу і залишаються великою проблемою.

## Ідентифікація пралісів
1 етап — камеральний
Основний критерій для відбору лісових ділянок під праліси є вік деревостану та його природність: це повинні бути стиглі та перестійні корінні ліси;

за результатами аналізу наукової чи відомчої літератури або матеріалів наукових установ;

за інформацією, отриманою від місцевих жителів і працівників лісового господарства.
Критерії відбору пралісів:
Група віку і вік деревостану
Відбирають стиглі та перестійні деревостани із врахуванням віку стиглості окремих порід та всі деревостани старші 120 років на момент обстеження.
Склад:
У складі корінного деревостану не повинно бути інвазійних видів.
Площа:
Перевірці підлягають ділянки або групи ділянок, які територіально утворюють один масив (кластер), сумарною площею не менше 20 га, та ділянки з наявність реліктових видів за умови, що сумарна площа масиву не менше 4 га.
Форма:
Відстань між будь-якими двома протилежними межами через середину ділянки має бути не менше 200 м.
2 етап — польове обстеження
Під час аналізу структури деревостану спочатку в натурі перевіряють наявність сухостійних дерев. Оцінюють їхню кількість та розташування: якщо таких сухостійних дерев з одного місця таксації є понад 2 шт., і вони присутні на всій території виділу, то ділянка може бути зарахована до пралісів. Якщо їх менше 2, чи вони скупчені в окремих місцях, то такий ліс можна зарахувати до старовікового.
Далі перевіряють наявність мертвої деревини: лежачої та стоячої (різних стадій розкладу на всій території ділянки). Якщо присутня деревина всіх стадій розкладу, то такий ліс можна віднести до пралісу. Стадії мертвої деревини: перша — свіжа або ще не розкладена деревина (складаний ніж за слабкого натискання леза вздовж волокон деревини проникає тільки через кору); друга — початкового розкладу (складаний ніж за слабкого натискання леза вздовж волокон деревини проникає через кору й на декілька сантиметрів у деревину); третя — інтенсивного розкладу (складаний ніж за слабкого натискання леза вздовж волокон деревини проникає через кору і в деревину на всю довжину леза); четверта — повного розкладу (складаний ніж за слабкого натискання леза проникає в деревину на всю довжину леза і вздовж, і впоперек волокон).
Оцінюється відповідність видового складу до типу лісу. Якщо деревостан утворений аборигенними видами, що відповідають типу лісу, а інші місцеві види представлені в невеликій кількості, то ділянка може бути зарахована до пралісів.
Якщо на виділі наявні не менше двох паралельних рядів дерев однієї породи (у кожному з них не менше 10 дерев), то виділ не може бути зарахований ні до пралісів, ні до старовікових лісів. Якщо рядів не виявлено, то це можуть бути і праліси, і старовікові ліси.
Оцінка деревостану. Якщо деревостани — складної структури (2 і більше яруси), які включають всі стадії розвитку пралісу за віковою, горизонтальною та вертикальними структурами з великим різноманіттям вікових груп і розмірів дерев.
Вимір рівня природного поновлення. Якщо рівень є достатнім для формування корінного деревостану, то ділянку можна віднести до пралісів чи старовікових лісів.
Оцінка стану Лісова підстилка. Допустимий антропогенний вплив (наявність одній стежки) — тоді ділянку можна віднести до пралісу. Якщо немає видимих слідів експлуатації лісів, то ділянка може бути зарахована до пралісів.

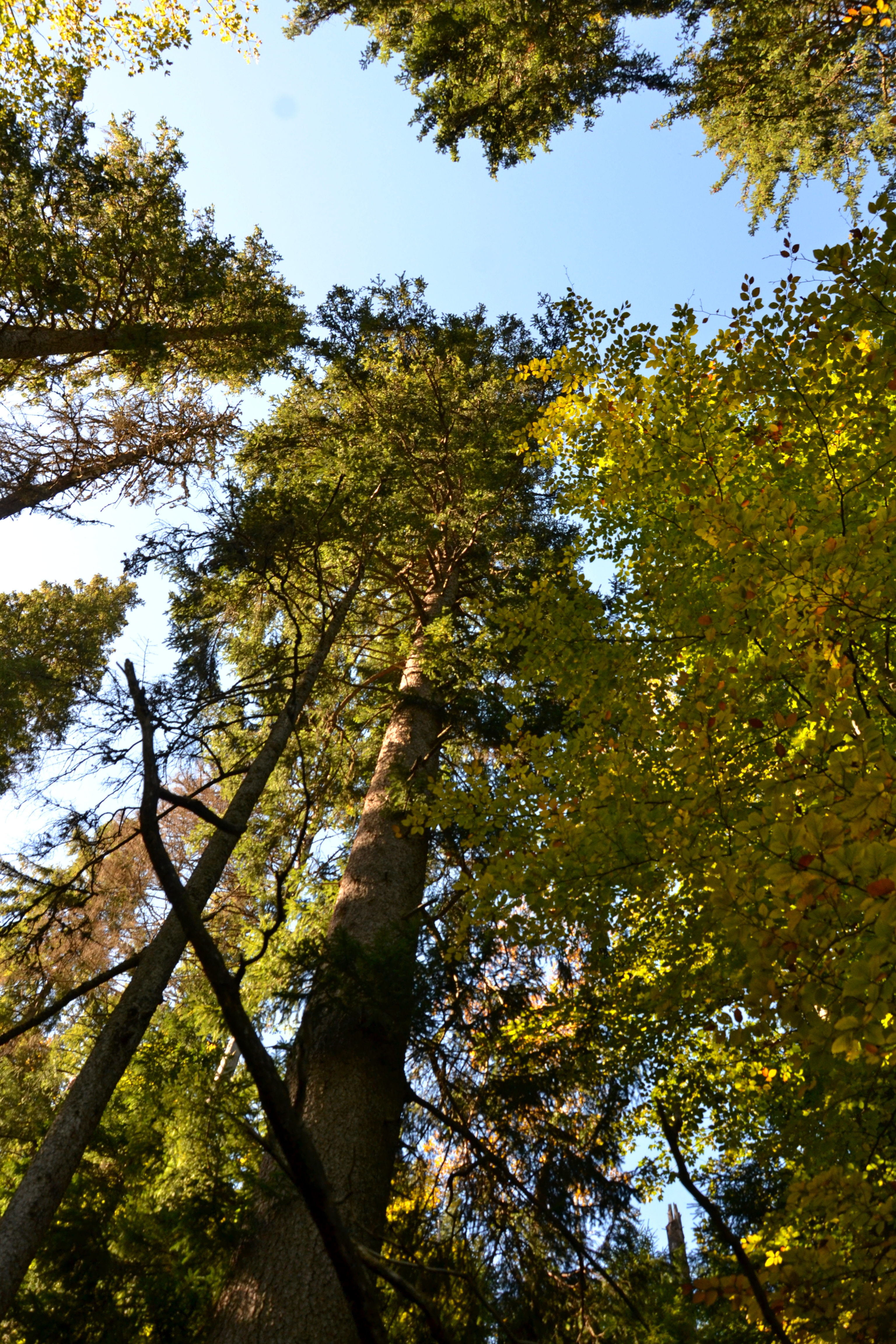
Праліс на північному схилі хребта Аршиця (Українські Карпати)

Якщо немає слідів рубок та відсутність рубок у минулому підтверджена документально, ділянку можна віднести до пралісу.
Якщо зафіксовано непромислове збирання недеревинних лісових продуктів (гриби, дикорослі ягоди, трави, тощо), яке не впливає на розвиток лісу, ділянку можна віднести до пралісів.
Наявність слідів випасання худоби. Якщо відсутність випасу підтверджена документально та немає видимих слідів випасу, то ділянка може бути пралісом.
Якщо не виявлено або виявлено лише сліди регульованої рекреація (піший науковий туризм, закладення пробних площ), то ділянка може бути зарахована до пралісів.
3 етап — завершальний
Підсумковий аналіз польових даних здійснюється для масиву загалом та для окремих груп ділянок лісу. Такий аналіз може бути виконаний як під час польових робіт, так і не пізніше 1 тижня після їхнього завершення.